# Derek Bailey
Derek Bailey (Sheffield, 29 januari 1930 – Londen, 25 december 2005) was een Britse gitarist en improvisatiemuzikant.

## Biografie
Bailey leerde gitaar spelen vanaf de vroege kinderjaren. Hij ontving aanvankelijke suggesties van zijn grootvader en een oom, beide professionele muzikanten. Sinds 1951 speelde hij tien jaar lang lichte muziek als solist, begeleider of orkestmuzikant. Hij speelde op radio, televisie, clubs, in danshallen en concertzalen. Voor de muzikale ontwikkeling van Bailey was de samenwerking met contrabassist Gavin Bryars en drummer Tony Oxley in de in Sheffield gevestigde combo van Joseph Holbrooke van cruciaal belang. De band werd geformeerd in 1963 en speelde aanvankelijk conventionele moderne jazz, maar wijzigde al snel naar geavanceerde muzikale trends. Toen Bryars steeds meer geïnteresseerd raakte in compositie, werd radicale 'vrije' improvisatie het dominante uitgangspunt voor het muzikale werk van Bailey. Versterkt vanaf medio 1965 en pas na zijn verhuizing naar Londen verscheen Bailey als freelance improvisator. In 1968 richtte hij de Music Improvisation Company op met saxofonist Evan Parker en elektronisch ingenieur Hugh Davies, die al snel werd aangevuld door percussionist Jamie Muir. Een ander hoogtepunt van hedendaagse improvisatiemuziek was het trio Iskra 1903 met Barry Guy en Paul Rutherford, die ook vrij radicaal speelden in 1970.
In hetzelfde jaar richtte Bailey het platenlabel Incus Records op met Evan Parker en Tony Oxley, dat wordt beschouwd als het eerste onafhankelijke platenlabel in het Verenigd Koninkrijk, dat wordt beheerd door muzikanten. Bailey trad op met belangrijke improvisatoren van de freejazz, zoals Peter Brötzmann, Han Bennink, Cecil Taylor, William Parker, Peter Kowald, John Butcher, Louis Moholo en Tristan Honsinger, maar ook als solo-gitarist. Hij speelde zowel elektrische als akoestische gitaar, maar verscheen ook als voordrager. Hij werkte ook in de muziekwetenschap aan de theorie van (vrije) improvisatie. Dit resulteerde in een boekpublicatie en een vierdelige documentaireserie over improvisatie in verschillende muziekstijlen. De serie werd in 1992 uitgezonden op Channel 4 van de BBC onder de titel On the Edge.
Bailey wordt nu beschouwd als een van de uitstekende grondleggers van de moderne Europese improvisatiemuziek, die, niet in de laatste plaats dankzij Bailey's eigen muzikale werk, uiterlijk tijdens de jaren 1970 in staat was om los te komen van het model van de Amerikaanse freejazz en zijn eigen Europese concept van muzikale improvisatie demonstreerde, waarbij de zogenaamde freemusic kortdurend in de buurt van bepaalde trends in de nieuwe muziek kwam, die tijdens de jaren 1960, onafhankelijk van de hedendaagse ontwikkelingen in de jazz, zijn eigen improvisatie-ensemble produceerde (zie onder meer Gruppo di Improvvisazione Nuova Consonanza). Bailey bleef echter openstaan voor incidentele cross-overprojecten, zoals in het fusiongebied met Arcana.

## Overlijden
Derek Bailey overleed in december 2005 op 75-jarige leeftijd.

## Onderscheidingen
In 1977 werd hij geëerd door de enquête van de critici van DownBeat als gitarist die verdere aandacht verdiende. Zijn solo-album Aida uit 1980 werd toegevoegd aan The Wire's «100 platen die de wereld in vuur en vlam zetten (terwijl niemand aan het luisteren was)». Music Improvisation Company met Evan Parker (ECM Records,1970) werd verkozen tot «The 100 Jazz Albums That Shook the World» van Jazzwise.

## Discografie (selectie)
- 1970: Iskra 1903 met Derek Bailey (gitaar), Paul Rutherford (trombone) en Barry Guy (contrabas) (Incus)
- 1973: Free Improvisation met Derek Bailey (gitaar), Paul Rutherford (trombone) en Barry Guy (contrabas) (Deutsche Grammophon)
- 1975: The Sinking of the Titanic The Cockpit Ensemble (Derek Bailey, Michael Nyman, John Nash, John White, Sandra Hill en Gavin Bryars)
- 1978: Machine Music met Derek Bailey, Fred Frith, Brian Eno en Gavin Bryars (Obscure)
- 2002: Ballads, Derek Bailey solo op de akoestische gitaar (Tzadik Records)

## Boeken
- Derek Bailey, Improvisation: Kunst ohne Werk (vertaald door Hermann J. Metzler en Alexander von Schlippenbach) Wolke Verlag, Hofheim 1987, ISBN 3-923997-02-7